# Cassidy (historieta)
Cassidy es una historieta italiana de aventuras de la casa Sergio Bonelli Editore, creada por Pasquale Ruju.
Se trata de una miniserie de 18 números mensuales, editados desde mayo de 2010 a octubre de 2011.

## Argumento y personajes
La noche del 16 de agosto de 1977, una Dodge Aspen negra, acribillada a balas, avanza en la Ruta 66, en la frontera entre Arizona y California. El vehículo es conducido por Raymond Cassidy, un criminal que se está desangrando lentamente con cuatro balas en el cuerpo tras un robo fallido. Esa misma noche, Cassidy se encuentra con un misterioso y etéreo afroamericano ciego, Bluesman, que le anuncia que se le conceden otros 18 meses de vida para que "arregle las cosas" enfrentándose a su pasado.